# Station Howth
Station Howth  is een treinstation in Howth in het Ierse graafschap Dublin. Het station is het eindpunt van de zijtak naar Howth van DART. Naar Dublin rijdt ieder half uur een DART-trein. In Howth Junction is er een aansluiting naar Drogheda.